# 신토요타역
신토요타역(일본어: 新豊田駅, しんとよたえき)은 일본 아이치현 도요타시에 있는 아이치 환상 철도선의 역이다. 역 번호는 12이다.

## 역사
- 1976년 4월 26일: 일본국유철도 오카다 선의 종착역으로 영업 개시, 지상 역사로 여객만 취급하였다.
- 1987년 4월 1일: 일본 철도 민영화에 의한 도카이여객철도에 계승됨.
- 1988년 1월 31일: 아이치 환상 철도로의 전환에 따라 회사에 승계되고 동시에 당역 ~ 고조지 역 구간 개통으로 중간역이 됨.
- 1991년 10월 7일: 역사 리노베이션으로 현재의 2층 역사 공용 개시.
- 1994년 10월 1일: 자동 개찰기 설치.
- 2004년 10월 18일: 프리 스폿 운용 개시.
- 2005년 1월 4일: 3층 개찰구의 공용 개시.
- 2008년
  - 1월 27일: 1번 승강장의 확장으로 역사 확장 및 미카와토요타 역까지 복선화 완성.
  - 3월 31일: 여행 대리점 "아이칸 트래블" 폐점.

## 역 구조
상대식 승강장 2면 2선의 고가역이다. 상행 1번 승강장은 아이치 환상 철도 개통 시에 증설된 것으로, 국철 오카다 선 연장 개통 시부터 사용된 하행 2번 승강장(20m 대응 10량분의 유효 길이)의 절반 이하의 유효 길이(20m 대응 4량 분)이다. 승강장 폭도 좁은 아침은 매우 혼잡했지만 2008년 1월에 확장 및 역사 확장이 열렸다.
미카와토요타역까지 복선화에 맞추어 북쪽에 인상선이 1개 설치되어 2008년 3월 15일의 다이아 개정에서 야간 체박에 사용되고 있다. 또한. 아침 시간대에 운행되는 셔틀(아이치 환상 철도)회차점도 본 인상선을 이용하고 있다.

### 승강장
| 1 | ■ 아이치 환상 철도선 | 나카오카자키・오카자키 방면                |
| 2 | ■ 아이치 환상 철도선 | 야쿠사・고조지・주오 본선 경유 나고야 방면 |

- 2층 대합실에는 개찰구, 역 사무실, 매점의 외, 아이치 환상 철도 여행 대리점인 "아이칸 트래블"이 있었지만 2008년 3월 말에 폐점했다.
- 1994년 가을에 설치된 자동 개찰기는 특정 지역 교통선에서 전환된 제3섹터 철도에서는 처음이다. 후에 본 노선은 오카자키역, 나카오카자키역, 기타오카자키역, 미카와토요타역, 야쿠사 역, 세토구치 역, 세토시 역, 고조지역에도 설치되었다.
- 2004년 가을에 프리 스폿의 운용을 개시하였고, 공중 무선 LAN의 인터넷 접속이 가능하게 되었다.
- 본 역에는 세토시 역과 함께 키요스크가 있지만, JR이 아닌 제3섹터 철도의 역에 있는 것으로 매우 드물다.

## 역 주변
역 주변은 번화가로 주택(아파트 등)도 많다.
- 도요타 시청
- 도요타 시 역 니시구치 시가지 재개발 빌딩 - 도보로 약 3분
- 메이테쓰 도요타 호텔
- 산고칸(도요타 시민 센터 지구 재개발 빌딩) - 도보로 약 5분
  - 도요타 시 중앙 도서관, 도요타 시 노가쿠도, 도요타시 콘서트 홀
- 코모 스퀘어(도요타 시 에키마에도리미나미 지구 시가지 재개발 빌딩) - 도보로 약 3분
  - 호텔 도요타 캐슬, 아이레 쿠스 스포츠 클럽 PREMIA, TBC, 로손 외
- 도요타 산업 문화 센터
  - 도요타 과학 체험관, 도요타 국제 교류 협회(TIA), 도요타 시 청소년 센터, 도요타 중일 문화센터 외
- 도요다 상공 회의소 회관
- 도요타 시 미술관 - 도보로 약 15분
- 도요타 스타디움 - 도보로 약 17분
- VITS 도요타 타운
- 도요타 시 역 - 메이테쓰 미카와선
- 히모리 공원
- 아이치 현립 도요타히가시 고등학교
- 아이치 현립 도요타니시 고등학교
- 아이치 현립 도요타키타 고등학교
- 미쓰이스미토모 은행 도요타 지점
- 미즈호 은행 도요타 지점
- 미쓰비시도쿄UFJ은행 도요타 지점
- 미에 은행 도요타 지점
- 나고야 은행 도요타 영업부
- 국도 제153호선
- 국도 제155호선
- 국도 제248호선
- 국도 제419호선
- 아이치 현도 520호 도요타토고 선

## 인접역
| 아이치 환상 철도 ■ 아이치 환상 철도선 | 아이치 환상 철도 ■ 아이치 환상 철도선 | 아이치 환상 철도 ■ 아이치 환상 철도선 |
| ------------------------------------- | ------------------------------------- | ------------------------------------- |
| 11 신우와고로모 오카자키 방면         |                                       | 아이칸우메쓰보 13 고조지 방면         |